# Philomena
Philomena es una película dramática británica dirigida por Stephen Frears. Fue exhibida en el concurso principal del Festival de Cine de Venecia en 2013, donde Steve Coogan y Jeff Pope ganaron el premio Osella al mejor guion. En el Festival de Toronto, la película obtuvo el segundo lugar en la categoría de elección popular.
Philomena está basada en el libro The lost child of Philomena Lee de Martin Sixsmith, que narra la verdadera historia de Philomena Lee y la búsqueda de su hijo durante cincuenta años. A diferencia de la adaptación cinematográfica, el libro se concentra más en la vida de Michael Hess antes de su adopción.

## Argumento
El periodista Martin Sixsmith acaba de perder su trabajo como asesor del Partido Laborista del Reino Unido y no está seguro de si dedicarse a correr o a escribir un libro sobre la historia de Rusia. Mientras tanto, Philomena Lee confiesa a su hija que, cincuenta años atrás, dio a luz a un niño en Irlanda, pero debido a que no estaba casada y era muy joven, sus padres para eludir la vergüenza y el juicio social dijeron que había muerto y la escondieron en un convento donde  parió atendida por unas monjas que la hicieron sufrir innecesariamente (en pago por su "pecado") y vendían los niños a parejas norteamericanas. Poco tiempo después, Martin conoce a la hija de Philomena en una fiesta. Aunque en un principio él desprecia las historias "de interés humano", necesita trabajar y a un editor le interesa la historia de Philomena. Posteriormente se reúne con ella y juntos comienzan a investigar lo que pasó con su hijo.

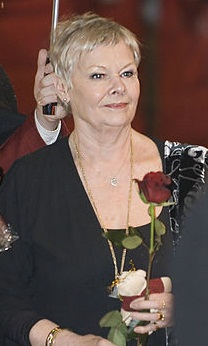
Judi Dench interpreta a Philomena Lee

Philomena dio a luz a su hijo Anthony en la Abadía Sean Ross, un convento de Roscrea y fue obligada a renunciar a sus derechos maternos. Lo cuidó hasta que fue adoptado a los tres años mientras trabajaba como lavandera de Magdalena. Su mejor amiga en el convento tenía una hija llamada Mary, que era buena amiga de Anthony. Un día, una pareja visitó el convento para adoptar a Mary pero se llevó a ambos niños porque eran inseparables.
Martin y Philomena inician su búsqueda en el convento. Las monjas son atentas y amables, pero no les dan información alegando que los registros de las adopciones desaparecieron hace años en un incendio. Ahogando su frustración en un bar, Martin conoce a un joven que le narra los rumores que ha oído de los más ancianos: el convento deliberadamente destruyó los documentos en una hoguera y vendió niños a padres adoptivos, principalmente de los Estados Unidos.
Como periodista y asesor político, Martin cuenta con gran número de contactos en los Estados Unidos. A pesar de que llegan a un callejón sin salida en Irlanda, los contactos de Martin en América podrían servir de ayuda. Investigando pasaportes y otros registros, Martin descubre que el hijo de Philomena ha sido adoptado por Doc y Marge Hess, quienes lo rebautizaron como Michael Hess. Michael creció y se convirtió en un oficial de alto rango durante la presidencia de Ronald Reagan y Bush padre. También se sabe que mantenía su homosexualidad oculta porque el Partido Republicano en aquel tiempo no toleraba la homosexualidad. Finalmente, Martin se entera de que Michael murió hace nueve años debido a complicaciones derivadas del VIH/sida.
A regañadientes, Martin le cuenta la verdad a Philomena, pero ambos continúan sus esfuerzos hasta encontrar a gente que hubiera conocido a Michael en vida. Gracias a unas viejas fotografías, Martin se da cuenta de que él estuvo con Michael una vez cuando trabajó para la BBC. Más tarde, acompañado por Philomena, Martin visita a la hermana de Michael, Mary, quien les dice que su madre adoptiva fue cariñosa, pero su padre y sus hermanos no mostraban afecto por él. Mary les da el nombre del novio de Michael, pero no dice lo que Philomena más quiere escuchar: si su hijo había intentado buscar a su madre biológica en algún momento.
Después de evitar las llamadas de Martin, el exnovio de Michael finalmente accede a conversar con Philomena. Él dice que Michael siempre quiso conocer a su madre verdadera y que en una ocasión visitaron juntos el convento de Irlanda en busca de información, pero las monjas le dijeron que habían perdido contacto con ella. También les dice que el último deseo de Michael era ser sepultado en el cementerio del convento con la esperanza de que su madre algún día pudiese leer el mensaje de su lápida.
La historia concluye donde comenzó: en el convento. Martin se enfrenta a una monja que estuvo presente cuando le arrebataron el niño a Philomena. La monja no se muestra arrepentida y dice que la pérdida del hijo fue el castigo de Philomena por haber cometido el pecado de la fornicación. Philomena perdona a la monja y se dirige a la tumba de Michael, donde lee su epitafio.

## Reparto
- Judi Dench como Philomena Lee.
- Steve Coogan como Martin Sixsmith.
- Charlie Murphy como Kathleen.
- Simone Lahbib como Kate Sixsmith.
- Anna Maxwell Martin como Jane.
- Mare Winningham como Mary.
- Michelle Fairley como Sally Mitchell.
- Sophie Kennedy Clark como Philomena (joven).

## Premios y nominaciones
En los premios Globo de Oro de 2013, Philomena fue nominada en tres categorías: Mejor película dramática, Mejor actriz - Drama y Mejor guion. En los premios Óscar de 2013, fue nominada como Mejor película, Mejor actriz principal, Mejor banda sonora y Mejor guion adaptado. En los Premios BAFTA 2013, recibió nominaciones como Mejor película, Mejor actriz, Mejor película británica y Mejor guion adaptado, recibiendo finalmente este último. Judi Dench también fue nominada en la categoría de Mejor actriz en los premios del Sindicato de Actores 2013.

## Recaudación
Philomena consigue el estreno más potente (6 de marzo) de la semana al entrar directa a la tercera posición. Su dato económico es aceptable en un principio al no proyectarse en 211 salas en España. No ha conseguido ganar en ninguna de las cuatro categorías en las que se encontraba nominada en la 86.ª edición de los Óscar, por lo que tendrá que esperar, de la audiencia española, para terminar con datos el éxito en ese país. Tuvo un presupuesto de $12 millones.